# Popol Lavanchy
Jean-Paul Lavanchy, dit Popol, né en 1948 et mort le 20 juin 2011 à Renens, est un contrebassiste, compositeur et enseignant  vaudois.

## Biographie
Originaire du Pays-d'Enhaut, Jean-Paul Lavanchy découvre la musique en écoutant son père au piano alors qu'il était enfant. Il achève d'abord des études de psychologie et exerce les métiers de facteur, instituteur, psychologue et éducateur avant de devenir musicien professionnel. Il commence le piano « à l'oreille » à 9 ans, et, malgré une vaine tentative d'apprentissage institutionnel, cette approche autodidacte, à la fois improvisée et ludique, conditionne déjà sa carrière musicale. Il commence la contrebasse à 28 ans, désireux d'apprendre de manière classique, d'abord pour bousculer ses repères musicaux. Entré au Conservatoire de musique de Lausanne et au Conservatoire de musique de Genève, il étudie le jazz, notamment l'improvisation libre. Ses premiers concerts, Popol Lavanchy les donne avec l'orchestre de Fernand Gaille dans les années 1970, avant d'enchaîner les formations et les tournées.
Dès les années 1980, Jean-Paul Lavanchy participe à de nombreux projets: Tierce avec Claude Montandon et Paul-François Jörg, Point Chaud, qui le mènera au festival de Vienne, François Magnin Quartet, Una Musica. Il compose également pour le théâtre et écrit encore le spectacle La légende de l'Alpe avec la Compagnie du Bovairon en 1985. En 1989, il fonde son propre groupe - le Quintette Popolien - avec Jean-François Bovard au trombone, Hans Koch à la clarinette, Michel Bastet au piano et Olivier Clerc à la batterie. Le Quintette Popolien sort quatre albums, et se produit notamment au festival de Pékin en 1993. C'est surtout le début d'une longue collaboration avec Jean-François Bovard qui aboutit en 1995 à la création de l’Association Eustache, destinée à promouvoir la création et la diffusion de l'art contemporain.
D'autres collaborations marquantes rythment sa carrière de contrebassiste: Secret Love avec le Daniel Thenz Quartet en 1990, Contrebasses avec Léon Francioli en 1994, Les Voyages de Gulliver avec Jean Rochat en 1997, La Fête des Vignerons de 1999 avec la Bande des Tâcherons, ou encore Transbahuté avec Pascal Auberson et le Tanz Theater. Enfin, Popol Lavanchy a fait quelques infidélités au jazz et accompagné des chansonniers et chansonnières contemporains comme Dominique Scheder, Romaine, Thierry Romanens ou Valérie Lou. Connu pour son éclectisme et son sens de l'improvisation, Popol Lavanchy compose aussi pour le théâtre et la danse, et donne des cours à l'École de jazz et de musiques actuelles (EJMA) de Lausanne.

## Sources
- "Hommages à Popol Lavanchy", Suisa, journal des membres, 2011, p. 21;
- Robert, Arnaud, "Popol, requiem pour un homme des bois", Le Temps, 2012/10/29